# جوليا دوناتو
جوليا دوناتو (بالإيطالية: Giulia Donato)‏ هي دراجة إيطالية، ولدت في 26 سبتمبر 1992.

## وصلات خارجية
- جوليا دوناتو على موقع الاتحاد الدولي للدراجات (الإنجليزية)
- جوليا دوناتو على موقع أرشيف الدراجات (الإنجليزية)
- جوليا دوناتو على موقع إحصائيات الدراجات الإحترافية (الإنجليزية)
- جوليا دوناتو على موقع نسبة الدراجات (الإنجليزية)
- جوليا دوناتو على موقع CycleBase (الإنجليزية)